# Armando Acosta y Lara
Armando Manuel Acosta y Lara Díaz (Montevideo, 5 de marzo de 1920 - Montevideo, 14 de abril de 1972) fue un profesor y político uruguayo perteneciente al Partido Colorado.

## Biografía
Durante la presidencia de Jorge Pacheco Areco, Acosta y Lara fue subsecretario (viceministro) del Ministerio del Interior. El 12 de febrero de 1970, con la firma de Pacheco Areco y de los ministros Federico García Capurro y Pedro Cersósimo se decretó la intervención del Consejo de Educación Secundaria y de la Universidad del Trabajo del Uruguay (UTU). El Consejo Interventor de Secundaria quedó integrado por Armando Acosta y Lara, Hispano Pérez Fontana, Antonio Escanellas, Simodosio Morales y Luis Beltrán, mientras que UTU pasó a ser dirigida por Enrique Penadés, Efraín Rebollo y Juan Ángel Parrillo. El 13 de junio de 1971 el Parlamento sancionó la ley Nº 13.791 que puso fin a la intervención de la enseñanza media y designó para Secundaria un Consejo Interino presidido por Walter Schettini.
El Movimiento de Liberación Nacional-Tupamaros (MLN-T) consideraba que Acosta y Lara era uno de los ideólogos de la organización paramilitar de derecha denominada "Comando Caza Tupamaros" o "Escuadrón de la Muerte". El 14 de abril de 1972 la Columna 15 del MLN-T realizó cuatro operativos contra quienes consideraban miembros de los escuadrones, que culminaron con la muerte de Acosta y Lara, así como del subcomisario Oscar Delega, el agente Carlos Leites y el capitán de Corbeta, Ernesto Motto. En el operativo murieron los guerrilleros Nicolás Gropp y Norma Pagliano. La tarde de ese día las fuerzas armadas lanzaron una cruda represión contra el MLN-T, en represalia por los hechos, que culminó con la muerte de varios militantes. Esa tarde fueron ultimados en enfrentamiento armado, en su casa, el periodista Luis Martirena y su esposa Ivette Jiménez, y arrestados Eleuterio Fernández Huidobro y David Cámpora; y en otro procedimiento también son abatidos Jorge Candán Grajales, Armando Blanco, Gabriel Schroeder y Horacio Rovira, quienes opusieron resistencia armada. Los operativos fueron dirigidos por el ComisarioHugo Campos Hermida y el Inspector Víctor Castiglioni.
Acosta y Lara fue asesinado a las 10 y 20 de la mañana por Samuel Blixen, quien le disparó en el momento que salía de su domicilio de la calle San José. Los disparos provinieron de la parte trasera de la Iglesia Metodista Central ubicada en la calle Constituyente esquina Barrios Amorín, que había sido copada a las 8 de la mañana por un comando tupamaro integrado por Washington Vázquez, Marcelo Estefanell, Raúl Méndez Moreira, Carlos Liscano, Samuel Blixen, Andrés Fay Dessent, Alice Fay Dessent, Rodolfo Woolf, Gabriel Carbajales y Elena Vasilikas.
Al día siguiente, el senador Enrique Erro leyó en la Asamblea General las fotocopias de las declaraciones tomadas por el MLN-T al funcionario policial Nelson Bardesio, secuestrado en la llamada Cárcel del Pueblo. Según Erro, las actas demostraban la existencia de los Escuadrones de la Muerte. 
Luego de una muy prolongada sesión, el Poder Legislativo otorgó anuencia al Poder Ejecutivo para suspender por 30 días la seguridad individual en base al artículo 31 de la Constitución y para decretar el estado de guerra interno por igual término a fin de combatir la subversión. La declaratoria del estado de guerra interno implicaba el juzgamiento de los delitos de sedición por parte de la justicia militar.